# 타운하우스

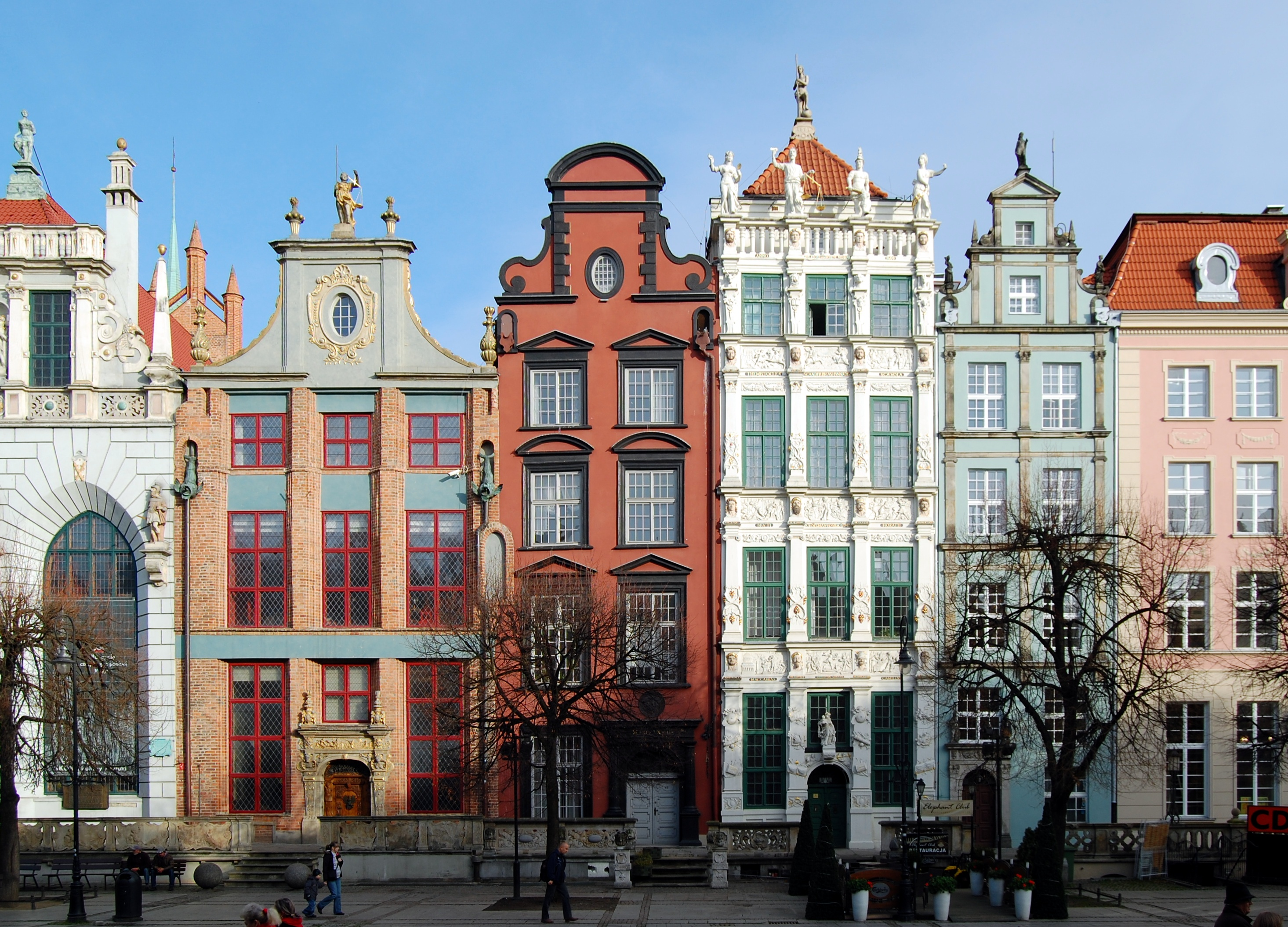
폴란드 그단스크의 타운하우스

타운하우스(townhouse) 또는 공동전원주택은 공동 주택의 종류 중 하나다. 2개 이상의 주택을 1채에 붙어 지은 것으로, 각 주택이 벽을 공통으로, 별도로 외부에 출입구를 가지고 있는 주택을 말한다. 테라스 하우스도 여기에 포함된다.

## 역사
역사적으로 타운하우스는 귀족이나 부유한 가문의 도시 거주지였으며, 이들은 일년 내내 한 개 이상의 시골집을 소유하고 살았다. 18세기부터 지주와 하인들은 사교 시즌(주요 무도회가 열릴 때) 동안 연립 주택으로 이사했다.

## 유럽

### 영국
영국에서는 대부분의 타운하우스가 테라스식이다. 일반적으로 가장 큰 소수의 소수만이 분리되었지만 수백 또는 수천 에이커의 땅을 가진 시골집을 소유한 귀족조차도 종종 도시의 계단식 주택에 살았다. 예를 들어, 노퍽 공작(Duke of Norfolk)은 영국의 애런델 성을 소유한 반면, 그의 런던 집인 노퍽 하우스(Norfolk House)는 너비가 30미터가 넘는 세인트 제임스 광장의 테라스식 주택이었다.

## 같이 보기
- 부촌
- 땅콩집
- 공동 주택
- 테라스 하우스